# Kazimierz Kielian
Kazimierz Witold Kielian (ur. 14 maja 1958 w Jędrzejowie, zm. 27 grudnia 2019 w Kielcach) – polski malarz, rysownik, grafik, fotograf, pedagog, nauczyciel rysunku i malarstwa w Zespole Państwowych Szkół Plastycznych im. Józefa Szermentowskiego w Kielcach. Stypendysta Ministra Kultury i Sztuki (1984, 1986), odznaczony Odznaką Zasłużony Działacz Kultury (1997), laureat Nagrody Prezydenta Miasta Kielce za osiągnięcia w dziedzinie twórczości artystycznej i ochrony kultury (2007).

## Życiorys

### Edukacja
Urodził się 14 maja 1958 roku w Jędrzejowie. Był absolwentem I Liceum Ogólnokształcącego im. Mikołaja Reja w Jędrzejowie. W latach 1978–1983 studiował na Akademii Sztuk Pięknych im. Jana Matejki w Krakowie na Wydziale Wzornictwa Przemysłowego oraz Wydziale Malarstwa. Dyplom z malarstwa uzyskał w 1983 roku w pracowni profesora Włodzimierza Buczka.

### Kariera zawodowa
Od 1987 roku do śmierci pracował jako dyplomowany nauczyciel rysunku i malarstwa w Zespole Państwowych Szkół Plastycznych im. Józefa Szermentowskiego w Kielcach. Był także wykładowcą w Akademii Świętokrzyskiej, Wszechnicy Świętokrzyskiej i Wyższej Szkole Handlowej w Kielcach. Udzielał prywatnych lekcji malarstwa, m.in. Urszuli Świerczyńskiej.

### Śmierć
Zmarł 27 grudnia 2019 roku w Kielcach w wieku 61 lat. Został pochowany w Jędrzejowie. Przyczyną śmierci była białaczka.

### Rodzina
Miał braci Józefa Marka Kieliana i Artura Leona Kieliana.

## Twórczość
Kazimierz Kielian uprawiał malarstwo, rysunek, grafikę i fotografię. Pod koniec życia swój styl określał jako „kolaż, pewną abstrakcyjną strukturę”. Jego ostatnia wystawa, Kwiaty. Obrazy wanitatywne..., łączyła hiperrealizm z abstrakcją organiczną. W jego twórczości często pojawiały się motywy kwiatów, ziół, pszczół, motyli i koników polnych. Inspiracją dla wielu jego prac był ogród jego matki. W 2021 roku w Centrum Kultury w Jędrzejowie zaprezentowano pośmiertną wystawę jego prac, obejmującą 24 dzieła z lat 1981-2019, wykonane w technikach olejnej i akrylowej oraz grafiki.
Współpracował przy malowaniu kościoła w Brzezinach pod Morawicą.

## Wystawy

### Wystawy indywidualne
- 1998: Muzeum im. Przypkowskich w Jędrzejowie[2]
- 2019: Kwiaty. Obrazy wanitatywne..., Galeria Tycjan, Kielce[1]
- 2021: Centrum Kultury w Jędrzejowie (wystawa pośmiertna)[2]

### Wystawy zbiorowe
Uczestniczył w licznych wystawach zbiorowych w kraju i za granicą, m.in. w Austrii, Niemczech i w Ukrainie. Jego prace były prezentowane m.in. w:
- Zespole Państwowych Szkół Plastycznych im. Józefa Szermentowskiego w Kielcach[7];

- Galerii ZPAP O/Kielce - Tycjan[8];
- "Kapitał sztuki – suplement 2014", BWA Kielce[9];
- "Kapitał sztuki – suplement 2019", BWA Kielce (wystawa pośmiertna)[10].

## Nagrody i odznaczenia
- Stypendium Ministra Kultury i Sztuki (1984, 1986)[1]
- Odznaka Zasłużony Działacz Kultury (1997)[1]
- Nagroda Prezydenta Miasta Kielce za osiągnięcia w dziedzinie twórczości artystycznej, upowszechniania i ochrony kultury (2007)[1]